# Місячна хода
Місячна хода або ковзання назад (англ. Moonwalk) - танцювальна техніка, коли танцюрист рухається назад, при цьому імітуючи рухи ніг наче при ходьбі вперед. Техніка стала популярна по всьому світу після того, як Майкл Джексон виконав такі танцювальні рухи під час виконання «Billie Jean» на Motown 25: Yesterday, Today, Forever 25 березня 1983. Пізніше Місячна хода стала його «візитівкою», і на даний момент вона є одною з найвідоміших технік у світі.

Рухи ніг при Місячній ході

Ілюзія полягає у створенні плавного ковзання танцюриста назад. У початковий момент нога, що є попереду, спирається всією площиною ступні на підлогу в той час, як нога позаду в положенні «на носку». Притиснута до підлоги передня нога залишається на ньому, але ковзає легко і плавно назад за ногу, що стоїть на носку. Тепер нога, яка опинилася попереду опускається на повну ступню, а задня піднімається на носок. Таким чином кроки повторюються знову і знову. Різновиди цього руху дозволяють виконувати «місячну ходу» з ковзанням вперед, убік і навіть по колу.
«Місячну ходу» дуже часто плутають з танцювальним рухом backslide (оскільки у них одна основа - рух ногами), проте «місячна хода» - це ускладнений backglide, в якому крім ніг рухаються плечі і голова.

## Історія

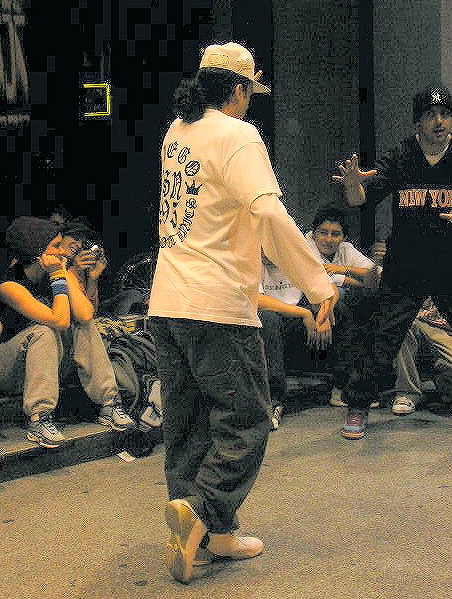
Вуличний танцівник в Мадриді виконує Місячну ходу

Існує багато зареєстрованих прикладів місячної ходи. Як повідомляється, в 1932 році їх використав Кеб Келловей. В оригіналі — це хода з пантоміми «Marche sur place», створена мімами Етьєнном Декруа і Жаном-Луї Барро і вперше з'явилася в фільмі 1945 року «Діти райка». У 1955 вона була записана на виступі чечіточника Білла Бейлі. Він виконав чечіточні рухи, а в кінці просковзнув задом наперед за лаштунки. Французький мім Марсель Марсо використовував її у своїй кар'єрі (з 1940-х рр. до 1980-х) як частину постановки. У відомому танці Марсо «Walking Against the Wind» (Ходьба проти вітру) він прикинувся, що його відштовхує назад шквал вітру.
Джеймс Браун використовував рух Місячну ходу у фільмі 1980 «Брати Блюз». Девід Боуї був, можливо, першим рок-музикантом, який виконав Місячну ходу, і при цьому, залишався нерухомим. Вихідна версія танцю з'явилася в пантомімних п'єсах Боуї в 1960-х роках; він навчався пантомімі у Етьєнна Декруа, Марселя Марсо і у Ліндсі Кемпа. В 1974 році проходив Diamond Dogs Tour Боуї, і Майкл Джексон був серед тих, хто відвідував лос-анджелівське шоу Боуї. Інший перший «місячний мандрівник» поппінгіст і співак Джеффрі Денієл, який ходив місячною ходою на виступі «A Night To Remember» у Shalamar на Top of the Pops в Англії в 1982, і був відомий ковзаннями назад на публічних заходах (включно з щотижневими епізодами Soul Train). Також у 1982 Деббі Аллен виконала місячну ходу під час сцени з Гвен Вердон в 1 Сезоні, 10 Епізоді («Come One, Come All») в ТВ серіалі 1982 року Fame.
У фільмі «Танець-спалах», що вийшов на екран в 1983 році, рухи були використані в сцені з брейк-данс, де вуличний танцюрист з парасолькою як опорою зображує, що вітер дме йому в спину, коли він намагається пройти вперед, борючись з вітром, він починає місячну ходу назад.
Танець привернув до себе світову увагу в 1983 році, коли Майкл Джексон виконав його під час спецвипуску на ТВ Motown 25: Yesterday, Today, Forever 25 березня того року. Одягнений у фірмові чорні штани, срібні шкарпетки, срібну сорочку, чорну, розшиту блискітками куртку, з одною рукавичкою зі стразами і чорному фетровому капелюсі, Джексон провернувся навколо осі, встав в позу і почав місячну ходу назад (нормальний напрямок). Ян Інгліс писав, що Джексон втілив довгу традицію афро-американських танцювальних рухів в цьому виступі. Зал аплодував ході Майкла Джексона. Місячна хода привернула до себе широку увагу, і з того часу місячна хода стала розпізнавальним знаком Джексона у пісні «Billie Jean». Нельсон Джордж сказав, що інтерпретація Джексона «об'єднала атлетизм Джекі Уїлсона з верблюжої ходою Джеймса Брауна». Автобіографія Майкла Джексона була названа «Місячна хода», і він також знявся у фільмі 1988 року під назвою «Місячний мандрівник».